# Ravine Fille
Die Ravine Fille ist ein Fluss im Osten von Dominica im Parish Saint David.

## Geographie
Die Ravine Fille ist der Ursprungsbach des Saint Sauveur River im Krater von Saint Sauveur mit dem größten Einzugsgebiet. Er hat auch selbst den benannten Zufluss Ravine Sentie. Die Hauptquelle entspringt im Südwesten des Kraters, an einem der höchsten Gipfel des Kammes (Trou Cochon), wahrscheinlich aus demselben Grundwasserleiter wie der Sourischol River und der Vio River, die jedoch jeweils zu anderen Flusssystemen gehören (Castle Bruce River, beziehungsweise Rosalie River). Die Quellbäche fächern sich auf nach Nordosten, entlang des Kraterrandes. Die Ravine Sentie ist dabei der östlichste Zufluss und grenzt an das Einzugsgebiet des Kola Sarri River. Die Ravine Fille beschreibt einen Nordbogen und verläuft dann nach Osten, wo sie bei Saint Sauveur Estate mit dem River Bois Marigot zusammenfließt und den Saint Sauveur River bildet.